# Lichte
Lichte é uma localidade e antigo município da Alemanha localizado no distrito de Saalfeld-Rudolstadt, estado de Turíngia.
Lichte é membro e sede do Verwaltungsgemeinschaft de Lichtetal am Rennsteig. Desde 1 de janeiro de 2019, forma parte do município de Neuhaus am Rennweg, no distrito de Sonneberg.